# Međimurje
Međimurje (węg. Muraköz) – kraina historyczna w północnej Chorwacji, położona w widłach rzek Drawa i Mura. Administracyjnie prawie w całości należy do żupanii medzimurskiej (miejscowość Legrad należy do chorwackiej żupanii kopriwnicko-kriżewczyńskiej, a Razkrižje do Słowenii).

## Geografia

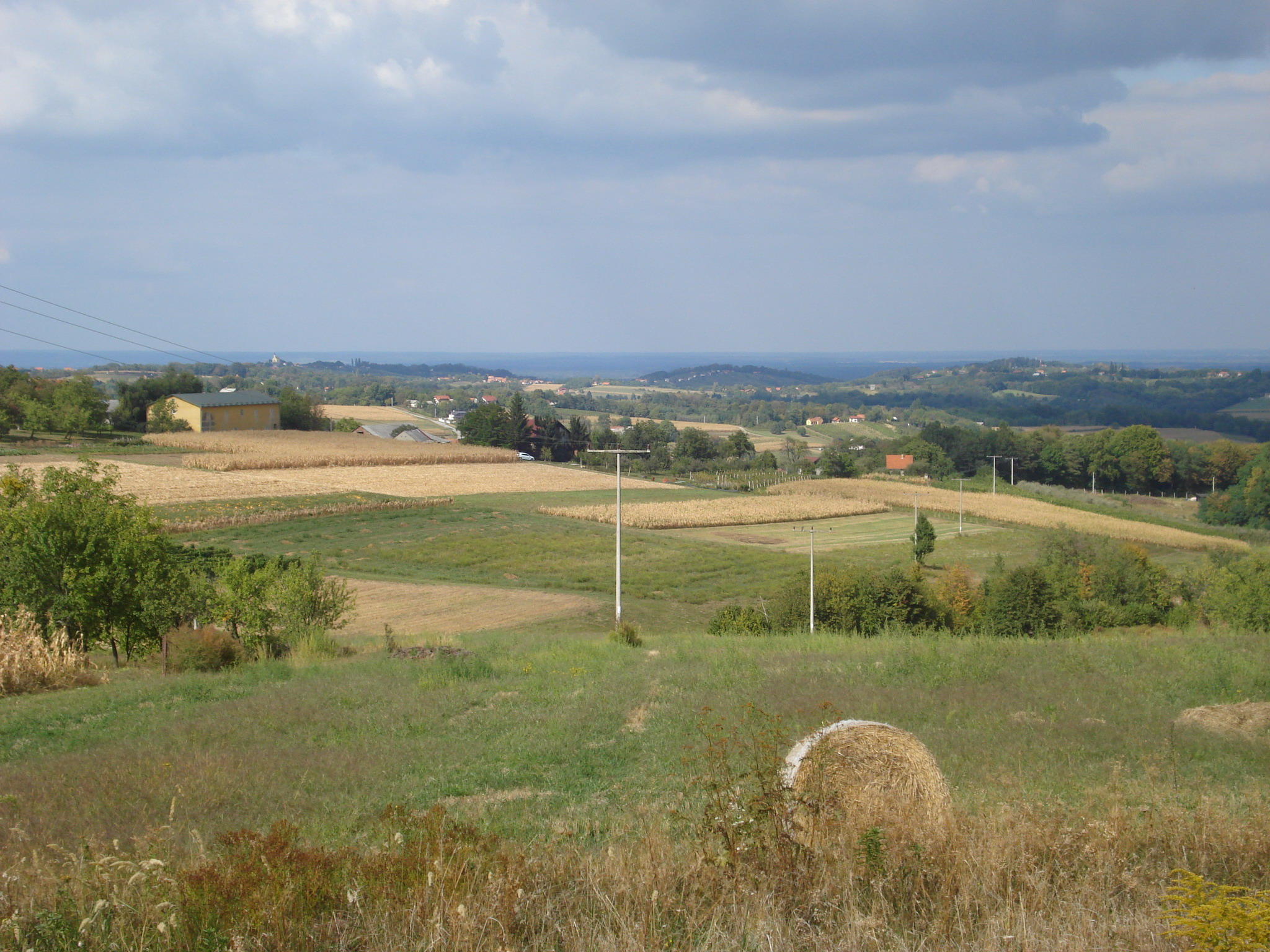
Krajobraz Gornjego Međimurja

Dzieli się na Gornje (zwane również Međimurskimi Goricami) i Donje Međimurje. Graniczy ze słoweńskimi krainami Slovenske gorice i Prekmurje, węgierską Zalai-domság i chorwacką Hrvatsko zagorje. Leży na pograniczu alpejsko-panońskim. Panuje na nim klimat umiarkowanie kontynentalny. Średnia temperatura zimą (w styczniu) to –2 °C, a latem (w lipcu) 21 °C. Roczna ilość opadów wynosi od 750 do 900 mm. Lasy zajmują około 20% powierzchni Međimurja. Główne rzeki to Drawa (z elektrowniami wodnymi), Mura i Trnava (dopływ Mury). 
Uprawia się tu kukurydzę, pszenicę, ziemniaki, żyto, owies i winorośl. Łąki i pastwiska znajdują się głównie wzdłuż Mury. Istnieją złoża ropy naftowej i gazu ziemnego. Przemysł (tekstylny, spożywczy, drzewny, metalowy i budowlany) skoncentrowany jest w Čakovcu. Przez Međimurje wiodą dwie linie kolejowe: z Zagrzebia do Lendavy w Słowenii i z Ormoža w Słowenii do Nagykanizsy na Węgrzech oraz autostrada A4 od granicy z Węgrami do Zagrzebia. Najbardziej ludnym miastem jest Čakovec, a inne większe miejscowości to Nedelišće, Prelog, Mursko Središće, Kotoriba i Donja Dubrava.

## Historia

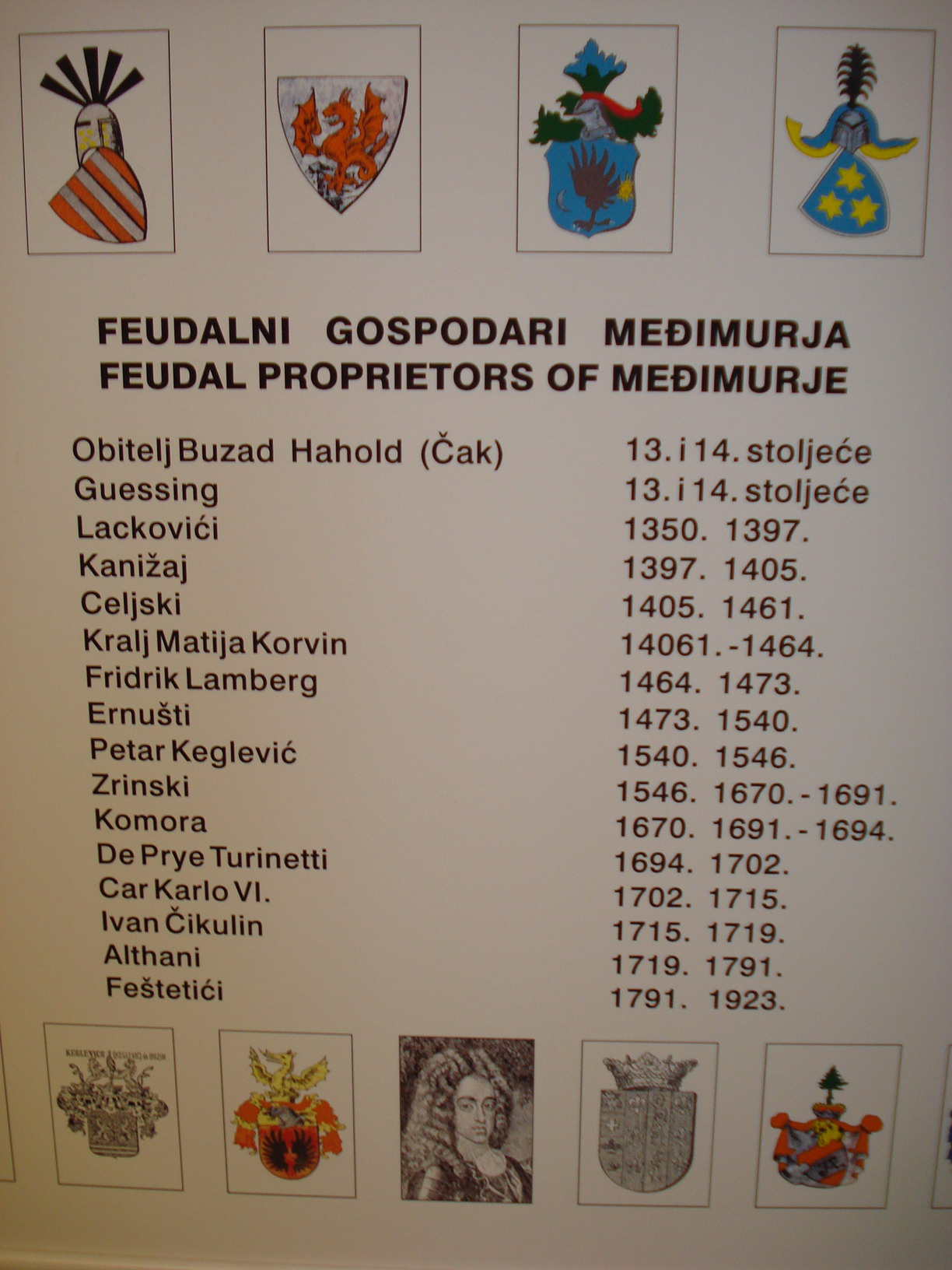
Tablica przedstawiająca listę rodów władających Međimurjem

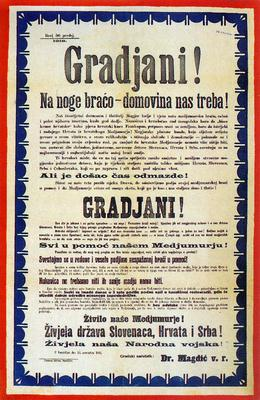
Odezwa do mieszkańców Međimurja z 1918 roku wzywająca do mobilizacji i walki o przyłączenie do Królestwa SHS

Najdawniejszymi znanymi mieszkańcami regionu były ludy iliryjskie i celtyckie. W I wieku p.n.e. Međimurje należało do rzymskiej prowincji Iliria. Około 400 roku najechali je Goci, a następnie Hunowie, Ostrogoci, Longobardowie i Awarowie. We wczesnym średniowieczu zasiedlili je Słowianie. Należało do Królestwa Chorwacji. 
W 1094 roku weszło w skład nowo powstałej diecezji zagrzebskiej. W źródłach Međimurje wzmiankowane było po raz pierwszy w 1203 roku, a sam toponim po raz pierwszy pojawił się w dokumencie z 1226 roku. Przez pewien okres było w posiadaniu przez ród Csáków, który wzniósł twierdzę w Čakovcu. W latach 1333–1350 Međimurje stanowiło własność królewską; następnie król Ludwik Węgierski nadał go we władanie banowi Stefanowi II Lackoviciowi. Następnie do 1405 roku należało do rodu Kanižajów, kiedy to Zygmunt Luksemburski przekazał je Hrabiom Celja. Po wygaśnięciu tegoż rodu, Međimurje krótkotrwale należało do króla Macieja Korwina. Kolejno władali nim Ernuštowie i Zrinscy. W XVII wieku, w celu wzmocnienia obrony przed Osmanami, Nikola Zrinski wzniósł twierdze Legrad, Čakovec i Podturen nad Murą. Na terenie Međimurja osiedliła się znaczna liczba chorwackich uchodźców z terenów pod władaniem osmańskim. W 1720 roku stało się bezpośrednią własnością Królestwa Węgier. W XIX wieku miała miejsce wzmożona madziaryzacja (szczególnie w latach 80.), która skutkowała m.in. zmianą nazw miejscowości. Spis ludności z 1910 roku wykazał, że Chorwaci stanowili 90,83% populacji Međimurja, a Węgrzy 8,26%. 
Po I wojnie światowej, na mocy traktatu w Trianon, Međimurje stało się częścią Królestwa Serbów, Chorwatów i Słoweńców. W 1929 roku zostało włączone do banowiny sawskiej. Spis powszechny z 1931 roku wykazał, że odsetek ludności narodowości węgierskiej spadł do 1,4%. 
W kwietniu 1941 roku, podczas II wojny światowej, obszar Međimurja został zajęty przez wojska węgierskie. Nastąpiła jego aneksja przez Węgry i przyłączenie do Komitatu Zala. W 1943 roku nasiliły się ataki partyzanckie przeciwko okupantom skierowane na infrastrukturę transportową i posterunki policji. 21 maja 1944 do Auschwitz-Birkenau wywieziono 605 medzimurskich żydów. 6 kwietnia 1945 Čakovec został wyzwolony przez bułgarskie oddziały komunistyczne.
W trakcie kryzysu jugosłowiańskiego granica z Węgrami przebiegająca przez Međimurje została silnie ufortyfikowana. Wyznaczono strefę buforową o długości 15 km i wzniesiono ponad 5 tysięcy bunkrów. Strefa buforowa została ostecznie zlikwidowana w 1965 roku.
W latach 90. XX wieku Međimurje weszło w skład niepodległej Chorwacji.

## Galeria zdjęć

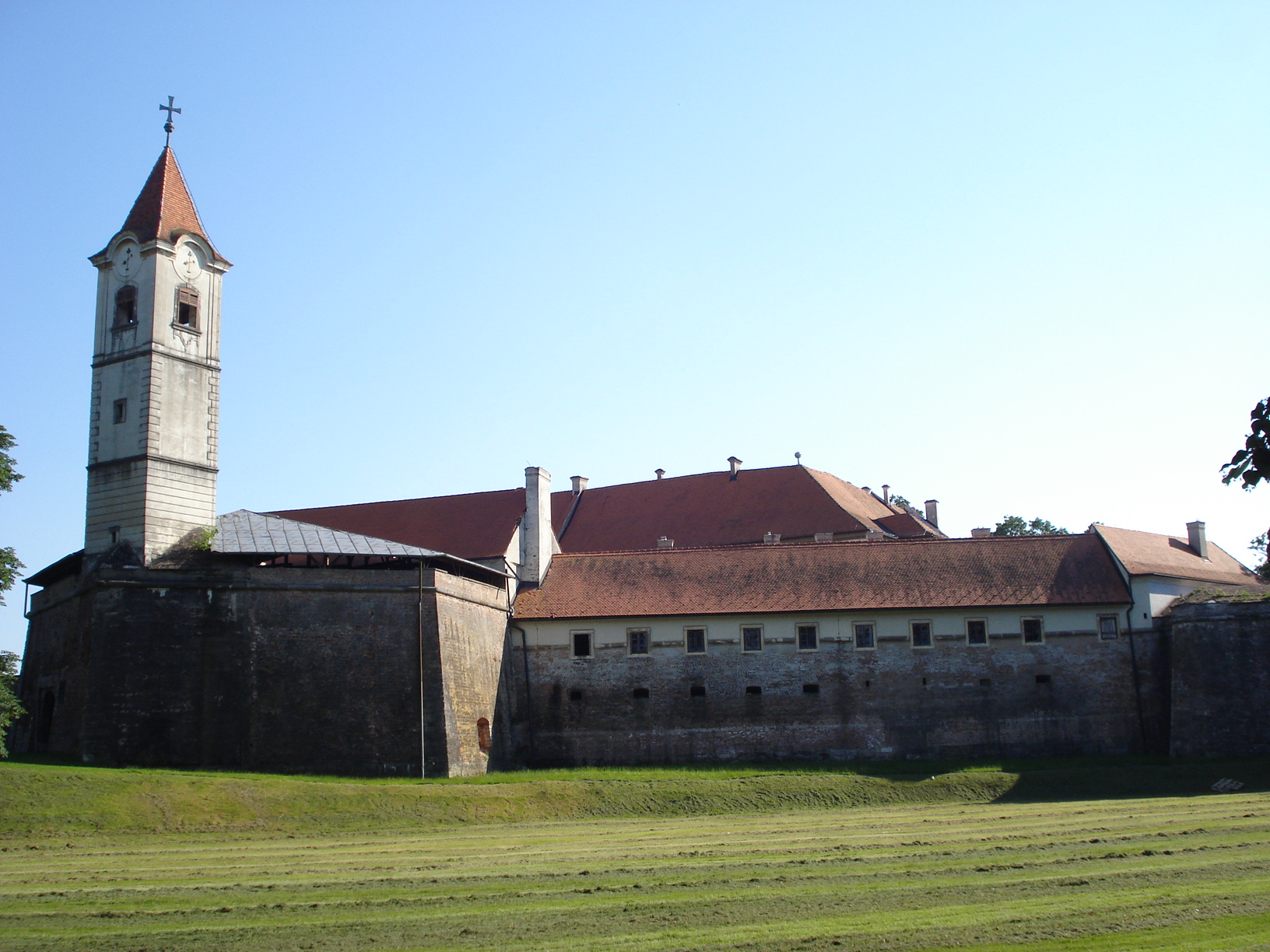
Čakovec
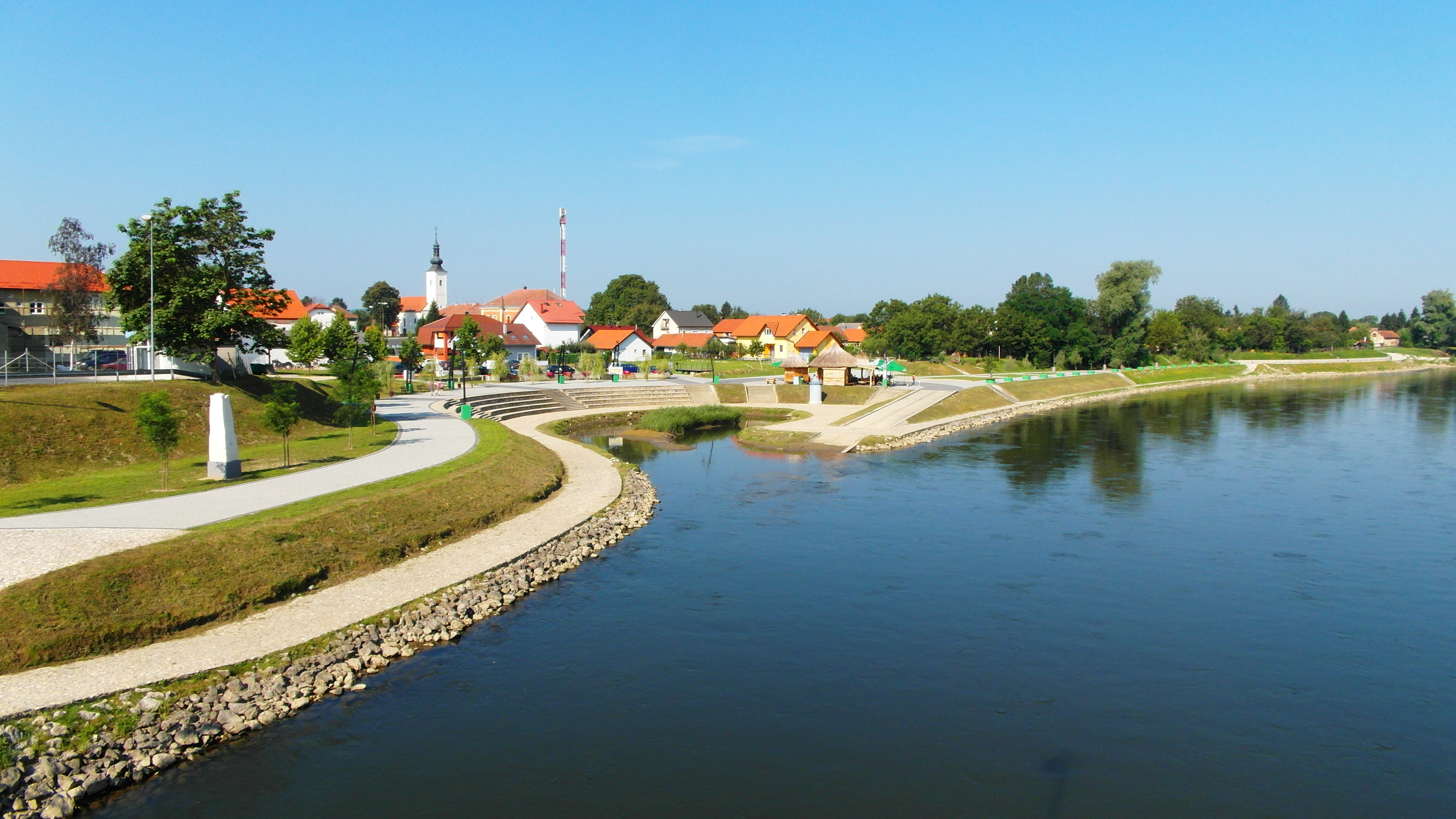
Mursko Središće
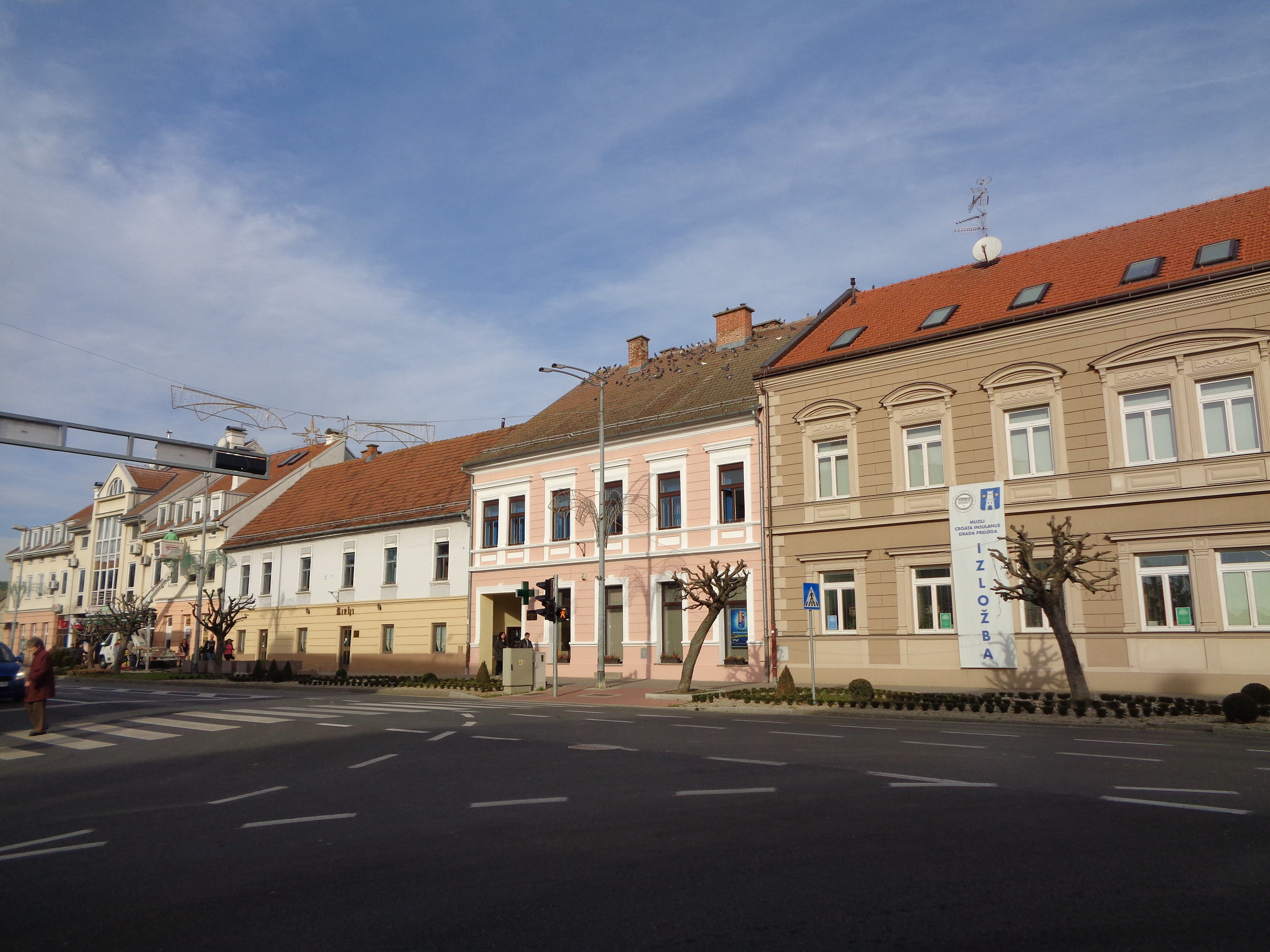
Prelog